# 博德主教座堂

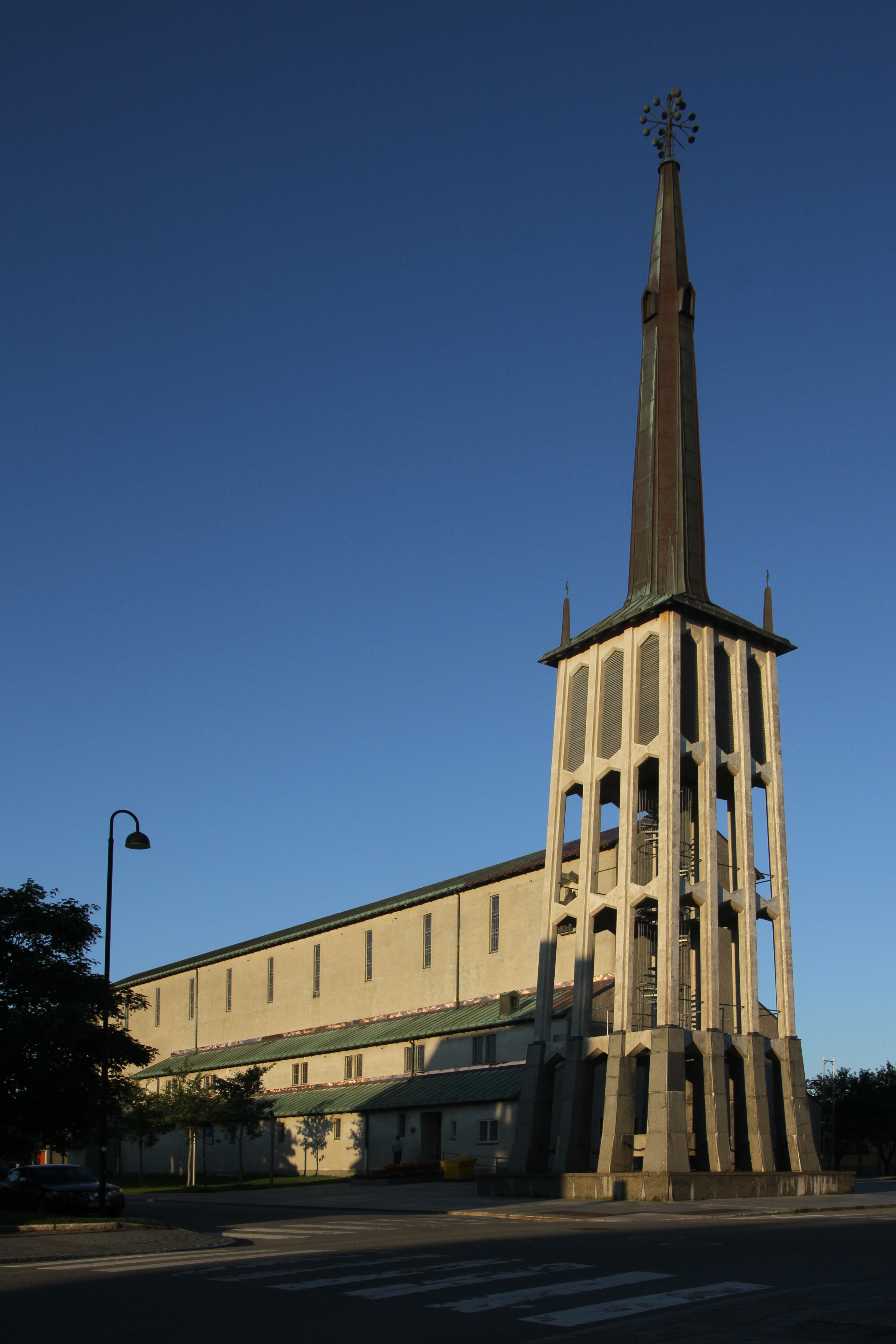

博德大教堂（挪威語：Bodø domkirke）是位於挪威城市博德的一座挪威教會的大教堂。博德大教堂在1940年5月27日曾經因二戰被毀。1946年，教堂得到重建。現在的教堂竣工於1956年。